# Муса Евлоев
Муса Евлоев Гиланиевич  е руски състезател по класическа борба.
Роден е в Република Ингушетия, Русия. Олимпийски шампион е от олимпиадата в Токио (2020). Тоъ е двукратен световен шампион (Будапеща, 2018 и Нур Султан, 2019) и двукратен европейски шампион (Букурещ, 2019 и Варшава, 2021). Състезател е на ЦО „Спарта“ (Москва).